# Delosperma pruinosum
Delosperma pruinosum là một loài thực vật có hoa trong họ Phiên hạnh. Loài này được (Thunb.) J.W.Ingram mô tả khoa học đầu tiên năm 1969.